# Rugby Viadana
Actualités
Dernière mise à jour : 24 septembre 2022.
Le Rugby Viadana 1970 est un club de rugby à XV italien basé à Viadana, dans la province de Mantoue, en Lombardie. Fondé en 1970, il participe au championnat d'Italie de première division.
En 2010, le club est dissous et ses actifs sont utilisés pour fonder la franchise Aironi Rugby qui participe à la Celtic League avec l'autre équipe italienne du Benetton Trévise. La disparition des Aironi en Pro12 provoque la réintroduction du club en Championnat d'Italie de rugby à XV pour la saison 2012-13.

## Histoire
Le club de Viadana est fondé en 1970 à l’initiative d'un groupe de jeunes passionnés qui créent la section rugby du club omnisports Polisportiva Vitelliana Cebogas. La mairie met à leur disposition un terrain adjacent au complexe sportif municipal. Ils jouent en jaune et noir, les couleurs de la Polisportiva et des armoiries de la famille Gonzaga. Le club s’appelle officiellement Cebogas Viadana et démarre en Serie D, alors le dernier échelon du rugby italien.
Son baptême a lieu le 1er novembre 1970 face à l'ITI Da Vinci (défaite 21-0). Pour sa première saison, l'équipe obtient 5 victoires en 12 matchs. La saison suivante, Viadana est promu en Serie C.
Mais au cours des années suivantes, plusieurs joueurs quittent le club pour raisons professionnelles. De plus le club peine à se constituer une équipe dirigeante. Les temps sont durs et le président Cesare Bortolotti tient le club à bout de bras. Il fait notamment venir un entraineur expérimenté : Marcello Bersellini. L'équipe ne monte pas mais le club se structure progressivement et les premiers joueurs majeurs émergent.
En 1977, l'équipe est confiée à Paolo Pavesi. L'année suivante, le président Bortolotti passe la main à Fiorenzo Coppi. Le club finit par obtenir sa première promotion en Serie B en 1981. Mais la joie est ternie par la disparition brutale de son capitaine Pierluigi Zaffanella dans un accident de la route.
Le club se maintient mais descend la saison suivante et passe deux ans en Serie C. Le club a du mal à tenir les exigences financières de ce niveau de compétition et passe même quatre saisons sans sponsor. Le club tient grâce aux sacrifices de ses licenciés, à des dons, et aux jeunes qui intègrent régulièrement l'équipe première.
En 1986-87, sous la direction de Franco Bernini, Viadana recrute son premier All Black : Mark Finlay, et le club monte pour la première fois en Serie A2, soit la deuxième division italienne. À cette époque, le rugby est le sport le plus populaire de la ville. L'équipe se maintient mais descend en 1989. Pensant que le filon néozélandais garantirait de nouveaux bons résultats, le club a recruté d'autres joueurs étrangers et fait l'expérience douloureuse de l'empilement de noms prestigieux qui ne parviennent pas à former un collectif.
Une nouvelle équipe dirigeante prend la direction du club. Le nouveau président Fabrizio Nolli veut ramener au plus vite le club en première division. L'équipe est confiée au Gallois Leighton May, qui a joué au club en Serie B. Le club voit l'arrivée d'un sponsor majeur : le groupe Arix (produits d'entretien et d'hygiène). En 1993, les giallorossi retrouvent la Serie A2.
Le club se maintient et la saison suivante il recrute un jeune Néozélandais de 21 ans : Tana Umaga. En deuxième ligne, un autre jeune venu de loin : le Tongien Inoke Afeaki, 21 ans également. L'équipe est au niveau mais ne parvient pas à monter. Dans ce but, le club recrute Theodor Radulescu, sélectionneur de la Roumanie à la Coupe du monde 1995. Le technicien apporte les ingrédients qui faisaient défaut à l'équipe : la discipline et l'abnégation. Pendant trois saisons, il opère un travail de fond et  bâtit un vrai groupe, taillé pour la montée. De retour aux manettes, Franco Bernini récolte les fruits de ce travail dès sa première saison : en 1998-99, le club accède pour la première fois à la Serie A1, l'élite du rugby italien qu'il n'a plus jamais quittée.
La saison suivante, le promu déjoue tous les pronostics : Viadana atteint les demi-finales et se permet le luxe de remporter la Coupe d'Italie. Il ne s'agit pas d'un feu de paille : l'équipe enchaine avec une nouvelle demi-finale en 2001, saison qui les voit aussi participer au Bouclier européen où elle affronte Bourgoin et Narbonne.
Enfin le titre national arrive en 2002, pour la première saison de championnat disputée sous le nom de Top 10. C'est le seul scudetto du club à ce jour. Le club s'est adjoint les services de Mac McCallion (entraineur assistant) et Jeff Firehurst (préparateur physique) des Auckland Blues. En Coupe d'Europe, l'équipe obtient deux victoires de prestige face à Bourgoin et Neath. L'effectif compte de nombreux joueurs étrangers : l'ouvreur Raymond MacDonald, le deuxième ligne Richard Denhardt, les centres Ryan Pickering et Dominic Feau'nati, l'arrière Casper Steyn...
Les bons résultats s'enchainent : trois demi-finales d'affilée de 2003 à 2005, participations au Challenge européen et à la Heineken Cup, encore une demi-finale en 2008, finales 2009 et 2010 (perdues contre le Benetton). Viadana est indéniablement un club phare du rugby italien.
Malheureusement 2010 est aussi l'année du projet Aironi. Le club participe activement à l'entente qui doit disputer la Celtic League (le futur URC) ainsi qu'au projet GranDucato Parma qui va disputer le championnat national. Les Aironi sont lâchés par leur sponsor principal dès septembre 2011. La franchise n'est plus viable économiquement et la fédération y met un terme au bout de deux saisons, malgré les nombreux recours locaux. Quant à l'équipe GranDucato Parma, elle n'a même pas survécu à sa saison inaugurale.
C'est ainsi que Viadana réintègre le championnat Eccellenza lors de la saison 2012-13. Le club arrive à garder quelques joueurs de la période Aironi et finit premier du championnat, mais perd sa demi-finale contre Mogliano. Le club participe une dernière fois au Challenge européen, avec deux défaites humiliantes contre les Wasps  (17-90) et Bayonne (19-80). C'est la fin de l'ère Arix et Silvano Melegaro abandonne la présidence du club.
En 2014, et après une nouvelle demi-finale, le club change de nom et devient le Rugby Viadana 1970. C'est le début d'une période de résultats moins brillants. Il y aura bien une demi-finale en 2017, mais le club semble rentré dans le rang.
En 2023-2024, avec un effectif comptant pas moins de quinze Argentins, Viadana finit premier de la saison régulière et s'incline en finale contre le Petrarca.

## Palmarès
- Champion d'Italie : 2002
- Finaliste du championnat 2024
- Vainqueur de la coupe d'Italie : 2000, 2003, 2007, 2013, 2016 et 2017
- Vainqueur de la supercoupe d'Italie : 2007
- Finaliste du Bouclier européen : 2004

## Joueurs célèbres
- / Matthew Phillips
- / Joshua Furno
- / Ian McKinley
- Federico Ruzza

## Liste des entraîneurs
- 1970–1972: Guido Farina et Claudio Aroldi
- 1972–1977: Marcello Bersellini
- 1977–1982: Paolo Pavesi
- 1982–1989: Franco Bernini
- 1989–1990: Paolo Pavesi
- 1990–1998:  Leighton May
- 1990–1995: Gabriele Oselini
- 1995–1998:  Theodor Rădulescu
- 1998–2002: Franco Bernini
- 2002–2003:  Jerome Paarwater
- 2003–2004:  Andrew Talaimanu
- 2004–2005: Stefano Romagnoli
- 2005–2006:  Pieter Muller
- 2006–2009:  Jim Love
- 2009–2010: Franco Bernini
- 2012–2014:  Rowland Philips
- 2014–2015:  Regan Sue
- 2015–2016:  Casper Steyn
- 2016–2019 : Filippo Frati
- 2019-2020 :  Victor Jiménez
- 2020-2022 :  Germán Fernández
- 2022-2023 :  Bernardo Urdaneta
- 2023-:  Gilberto Pavan